# Rhytiphora ocellata
Rhytiphora ocellata là một loài bọ cánh cứng trong họ Cerambycidae.